# カナヘビ科
カナヘビ科（カナヘビか、Lacertidae）は、爬虫綱有鱗目に属する科。

## 分布
ユーラシア大陸、アフリカ大陸、イギリス、インドネシア、スペイン（カナリア諸島）、日本

## 形態
頭部は円錐形で、吻端は尖る。皮骨板は頭骨と癒着する。胴体は長い。総排泄孔前部に小さい孔の空いた鱗（前肛孔）と大腿部に小さい孔の空いた鱗（大腿孔）がある。全長に対して尾の比率が大きい。
眼は大型。歯は円筒形で、口蓋に歯がある種もいる。舌は細く、先端に深い切れ込みが入る。四肢は発達し、指趾の数は5本。

## 分類

### コザネカナヘビ亜科 Gallotiinae
- カナリアカナヘビ属 Gallotia

など

### カナヘビ亜科 Lacertinae
- ヘリユビカナヘビ属 Acanthodactylus
  - Adolfus - ジャクソンモリカナヘビ
  - Algyroides - アオノドキールカナヘビ、スペインキールカナヘビ
- スナジカナヘビ属 Eremias
  - Holaspis - ギュンターキノボリカナヘビ
- コモチカナヘビ属 Zootoca
  - コモチカナヘビ Zootoca vivipara
- ニワカナヘビ属 Lacerta
  - ニワカナヘビ Lacerta agilis
    - Latastia - オナガラタストカナヘビ
    - Podarcis - イビサイワカナヘビ、バレアレスイワカナヘビ、ミロスイワカナヘビ
    - Psammodromus - アルジェリアスナカナヘビ
- カナヘビ属 Takydromus
  - Takydromus formosanus
  - Takydromus haughtonianus
  - Takydromus khasiensis
  - Takydromus sexlineatus
  - ニホンカナヘビ Takydromus tachydromoides
  - ミヤコカナヘビ Takydromus toyamai
    - Timon - ホウセキカナヘビ

## 生態
草原、岩場、砂漠、森林などの様々な環境に生息する。
食性は動物食もしくは雑食で、昆虫、陸棲の貝類、ミミズ、爬虫類、小型哺乳類、花、果実、種子などを食べる。
繁殖形態は主に卵生だが、コモチカナヘビのように胎生の種もいる。

## 人間との関係
開発による生息地の破壊、ペット用の乱獲などにより生息数が減少している種もいる。

## 画像

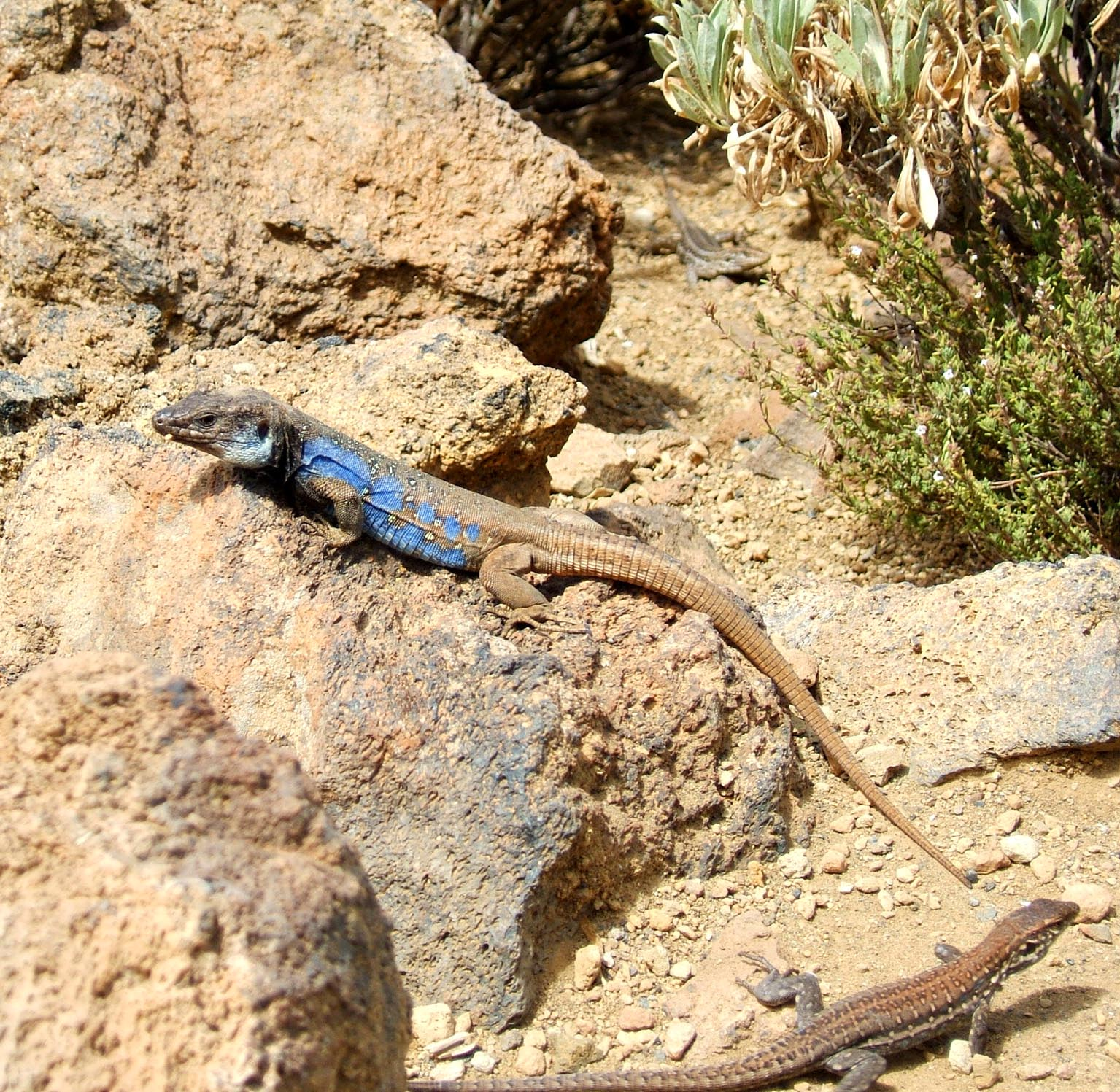
ニシカナリアカナヘビ G. galloti
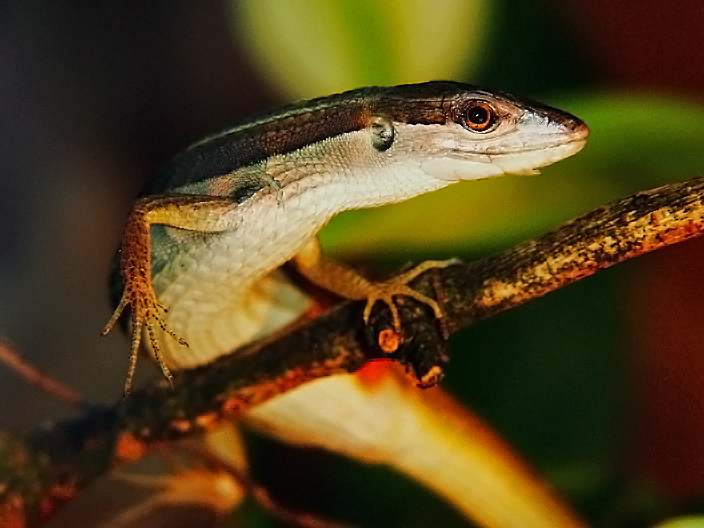
ムスジカナヘビ Ta. sexlineatus
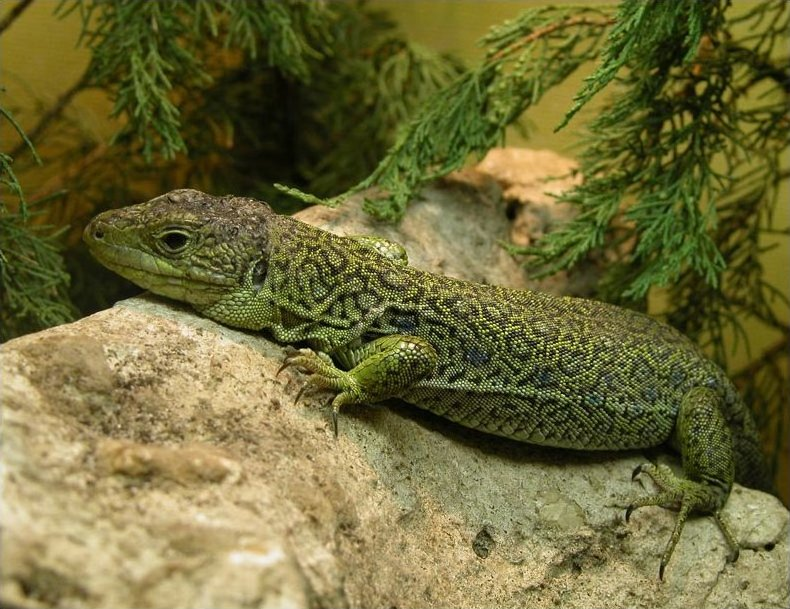
ホウセキカナヘビ Ti. lepidus